# Medicinska fakulteta
Medicinska fakulteta je naziv za visokošolsko ustanovo, ki svojim slušateljem študentom posreduje strokovno znanje s področja medicine in dentalne medicine ter jih usposablja za delo v zdravstvu, oziroma jim omogoča delo zdravnika ali zobozdravnika.  Medicinske fakultete veljajo za ene od najuglednejših, a za študente najzahtevnejših fakultet. Študij na medicinski fakulteti navadno traja dalj kot na drugih fakultetah.